# Louis Le Roy
Louis Le Roy, en latín Regius, sabio escritor francés y excelente humanista, nació en Coutances a principios del siglo XVI. Fue uno de los primeros que supieron ajustar el número y armonía a la prosa francesa. Murió en París en 1577 casi en la indigencia. 
En su juventud había recorrido Italia, Inglaterra y Alemania, visitando a los sabios y aprovechándose de sus conocimientos, observando al mismo tiempo las costumbres y los hábitos de los pueblos. Escribió muchas obras en latín que son muy apreciadas. Las escogidas son las siguientes: 
- Guill. Budæi vita cum doctorum epigrammatibus in ejus laudem, París, 1550, en 4º, reimpresa con algunas adiciones, 1575, etc.
- Oratio in funere Caroli Valesii, Aureliorum ducis, Basilea, 1552, en 8°.
- Oratio ad Henricum II Franciæ, et Philippum Hispaniæ, reges, de pace et concordia nuper inter eos inita, etc., Paris, 1550, en h,°.
- Adpræstantes hujus ætatis viros Epistolæ, id., 1559, en 4°.
- Ad reginam Catharinam consolatio in morte ejus mariti, id., 1660.
- Consideraciones sobre la historia francesa y universal, 1562, en 8°.
- Del origen y excelencia del arte diplomático, id., 1567, en 8°.
- De la excelencia del gobierno monárquico, 1576, en 4°.
- Traducciones del Timeo, Fedón, de la República, y del Symposium de Platón, y otras varias de las obras de Aristóteles, Demóstenes, Sócrates, Jenofonte, etc.